# Sainte-Croix-de-Caderle
Sainte-Croix-de-Caderle település Franciaországban, Gard megyében. Lakosainak száma 103 fő (2022. január 1.). Sainte-Croix-de-Caderle Lasalle, Peyrolles, Saint-Jean-du-Gard, Soudorgues és Thoiras-Corbès községekkel határos.

## Népesség
A település népessége az elmúlt években az alábbi módon változott:
| Lakosok száma | 77   | 82   | 106  | 112  | 121  | 117  | 113  | 109  | 107  | 103  |
|               | 1968 | 1982 | 1990 | 2006 | 2013 | 2015 | 2017 | 2019 | 2020 | 2022 |